# Härjedalens flagga

Härjedalens landskapsflagga.

Härjedalens flagga är en svensk landskapsflagga. Härjedalen representeras av verktyg. Det vita fältet återkommer också i Republiken Jamtlands flagga.
I informella sammanhang har också privata  svart-gula korsflaggor använts.